# Degeberga landskommun
Degeberga landskommun var en tidigare kommun i dåvarande Kristianstads län.

## Administrativ historik
När 1862 års kommunalförordningar började gälla inrättades över hela landet cirka 2 400 landskommuner, de flesta bestående av en socken. Därutöver fanns 89 städer och 8 köpingar, som då blev egna kommuner.
Denna kommun bildades i Degeberga socken i Gärds härad i Skåne.
Vid kommunreformen 1952 bildade den storkommun genom sammanläggning med de tidigare kommunerna Huaröd, Hörröd, Maglehem och Vittskövle.
År 1974 gick hela området upp i Kristianstads kommun.
Kommunkoden 1952-1973 var 1110.

### Kyrklig tillhörighet
I kyrkligt hänseende tillhörde kommunen Degeberga församling. Den 1 januari 1952 tillkom församlingarna Huaröd, Hörröd, Maglehem och Vittskövle.

## Geografi
Degeberga landskommun omfattade den 1 januari 1952 en areal av 183,80 km², varav 183,08 km² land.

### Tätorter i kommunen 1960
| Tätort       | Folkmängd |
| ------------ | --------- |
| Degeberga    | 590       |
| Huaröd       | 227       |
| Vittskövleby | 226       |
| Maglehem     | 202       |

Tätortsgraden i kommunen var den 1 november 1960 30,8 procent.

## Politik

### Mandatfördelning i valen 1950-1970
| 14 | 8 | 10 | 3 |

| 35 |

| 13 | 8 | 10 | 4 |

| 34 |

| 12 | 9 | 8 | 6 |

| 35 |

| 13 | 10 | 8 | 4 |

| 35 |

| 12 | 10 | 7 |  | 5 |

| 35 |

| 12 | 12 | 6 |  | 4 |

| 33 |